# Cząstki kobiety
Cząstki kobiety (ang. Pieces of Woman) – kanadyjsko-węgiersko-amerykański dramat filmowy z 2020 roku w reżyserii Kornéla Mundruczó, zrealizowany według scenariusza Katy Wéber. Zdjęcia kręcono w Montrealu.

## Fabuła
Martha i Sean spodziewają się swojego pierwszego dziecka. Kiedy Martha zaczyna rodzić Sean dzwoni do ich położnej Barbary, która nie może przyjechać na miejsce i wysyła do nich swoją koleżankę po fachu, Evę. W trakcie porodu Eva zdaje sobie sprawę, że tętno dziecka spadło niebezpiecznie nisko, ale zapewnia Seana, że jego partnerka nie musi jechać do szpitala. Wkrótce Martha rodzi córkę. Eva zauważa, że niemowlę zaczyna sinieć i próbuje je uratować, ale dochodzi do zatrzymania akcji serca i śmierci.
Miesiąc później Martha i Sean spotykają się z koronerem, który mówi im, że nie udało się ustalić przyczyny śmierci dziecka, ale dowiedziono, że znajdowało się ono w środowisku o niskiej zawartości tlenu i wszczęto postępowanie przeciwko Evie. Sean odchodzi ogarnięty emocjami, Martha zostaje i postanawia przekazać ciało dziecka na cele naukowe.
Związek Marthy i Seana przechodzi kryzys. Martha kłóci się ze swoją matką, która chce żeby dziecko miało pogrzeb. Sean wdaje się w romans z kuzynką Marthy, Suzanne, i zaczyna ponownie zażywać kokainę po prawie siedmiu latach trzeźwości. Suzanne, która jest prawniczką informuje Seana, że pozew przeciwko Evie mógłby być bardzo lukratywny.
Podczas spotkania rodzinnego Elizabeth obwinia Marthę za śmierć Yvette, ponieważ wbrew jej radom zdecydowała się na poród domowy. Próbuje ją też przekonać do uczestniczenia w procesie Evy. Później mówi Seanowi, że nigdy go nie lubiła i oferuje mu pieniądze w zamian za zniknięcie z życia jej córki. Sean wylatuje do Seattle, a Martha podwozi go na lotnisko.
Kilka miesięcy później Martha zeznaje podczas procesu Evy. Prosi o możliwość zwrócenia się bezpośrednio do sędziego i mówi mu, że według niej Eva nie ponosi winy za śmierć jej córki. Po powrocie do domu odkrywa, że nasiona jabłka, które umieściła na bibule zaczęły kiełkować. Miesiąc później wysypuje prochy Yvette do rzeki.
Wiele lat później mała dziewczynka wspina się na jabłoń. Martha pomaga jej zejść z drzewa i razem idą do domu.

## Obsada
- Vanessa Kirby jako Martha Weiss
- Shia LaBeouf jako Sean Carson
- Ellen Burstyn jako Elizabeth Weiss
- Molly Parker jako Eva Woodward
- Sarah Snook jako Suzanne
- Iliza Schlesinger jako Anita Weiss
- Benny Safdie jako Chris
- Jimmie Fails jako Max
- Domenic Di Rosa jako koroner

## Produkcja
W październiku 2019 ogłoszono, że Vanessa Kirby i Shia LaBeouf wystąpią w filmie Kornéla Mundruczó, który wyreżyseruje on według scenariusza jego partnerki, Katy Wéber. Film miał być adaptacją spektaklu teatralnego z 2018 pod tym samym tytułem, również autorstwa Mundruczó i Wéber, opartego na ich własnych doświadczeniach ze śmiercią dziecka oraz na procesie węgierskiej położnej Ágnes Geréb. Przed przejęciem projektu przez amerykańskiego producenta Wéber wysłała scenariusz do Węgierskiego Narodowego Funduszu Filmowego, który odmówił jej wsparcia.
Producentami wykonawczymi filmu są Martin Scorsese i Sam Levinson. W grudniu 2019 do obsady dołączyli Jimmie Fails, Ellen Burstyn, Molly Parker i Iliza Schlesinger, a w styczniu 2020 Sarah Snook i Benny Safdie. Autorem ścieżki dźwiękowej do filmu jest kanadyjski kompozytor Howard Shore.

### Zdjęcia
Okres zdjęciowy rozpoczął się 3 grudnia 2019 w Montrealu i trwał do końca stycznia 2020.
Film znany jest z rozpoczynającej go 24-minutowej sceny porodu. Przed rozpoczęciem zdjęć Vanessa Kirby towarzyszyła personelowi na oddziale położniczym i zapoznała się z materiałami dotyczącymi porodów domowych, by lepiej zrozumieć doświadczenia swojej bohaterki, a Shia LaBeouf sam wymyślił dowcipy opowiadane przez jego bohatera podczas sceny. Ekipa produkcyjna nie pokazała obsadzie sztuki teatralnej, aby nie wywierać wpływu na jej role. Benjamin Loeb trenował fizycznie, aby być w stanie nosić kamerę ze stabilizatorem przez całe ujęcie, jednak mimo przygotowań odbiło się to negatywnie na jego zdrowiu. Loeb zdecydował się użyć stabilizatora, ponieważ czuł, że filmowanie ujęcia z ręki sprawi, że będzie ono zbytnio przypominać film dokumentalny.
Scena została sfilmowana sześć razy w ciągu dwóch dni, cztery razy pierwszego dnia i dwa następnego, jedną kamerą. Zajmowała ona ponad trzydzieści stron scenariusza i została nakręcona jako pierwsza. Wykorzystanie w scenie pojedynczego ujęcia zostało przeniesione ze sztuki teatralnej, w której można było oglądać obraz rejestrowany na żywo przez kamerę swobodnie poruszającą się po scenie. Benjamin Loeb stwierdził, że on i reszta twórców chcieli „upewnić się, że sekwencja będzie pod pewnymi względami przypominać przeciągły oddech”. Ostatecznie w filmie wykorzystano czwartą z sześciu wersji sceny, która według reżysera była mniej poprawna technicznie niż te nakręcone drugiego dnia, ale bardziej żywa.
Scena porodu została nakręcona w prawdziwym domu, który Mundruczó wybrał ze względu na jego podobieństwo do scenografii użytej w spektaklu. Podczas nagrywania aktorzy mogli dowolnie wykorzystywać całą przestrzeń mieszkania, oprócz drzwi do łazienki; Mundruczó początkowo chciał by kamera weszła i wyszła z łazienki trzy razy, ale ostatecznie zredukował tę liczbę do jednego razu, by ograniczyć możliwość zniszczenia ujęcia. Przed rozpocząciem kręcenia wykonano tylko jedne zdjęcia próbne, które zostały nagrane telefonem Loeba i trwały 38 minut. Mundruczó zrezygnował z większej ilości prób, ponieważ uważał, że „jeżeli bardzo dokładnie zaplanujesz całą choreografię ujęcie może być zbyt chłodne i przekombinowane, a jeżeli w ogóle się wcześniej nie przygotujesz wyjdzie ci roztrzęsiona kamera w stylu Dogmy”. W scenie wystąpiło prawdziwe dziecko z wygenerowaną komputerowo pępowiną, które było trzymane przez swoją matkę tuż przed mieszkaniem i zostało przyniesione na plan w momencie narodzin Yvette. Mundruczó i Kirby uważali prawdziwe dziecko za niezbędny element filmu. We fragmencie sceny, w którym Sean próbuje wezwać pogotowie i szuka telefonu Shia LaBeouf naprawdę zapomniał gdzie znajduje się rekwizyt.

## Premiera
Światowa premiera filmu odbyła się 4 września 2020 w konkursie głównym na 77. MFF w Wenecji. Niedługo później Netflix nabył prawa do dystrybucji filmu na całym świecie. Film brał także udział w Międzynarodowym Festiwalu Filmowym w Toronto.
Cząstki kobiety były wyświetlane w wybranych kinach od 30 grudnia 2020 i trafiły na streaming Netfliksa 7 stycznia 2021. W ciągu trzech dni od premiery w serwisie były najczęściej oglądaną produkcją.

## Odbiór
W serwisie Rotten Tomatoes filmowi przyznano 76% na podstawie 206 recenzji, przy średniej ocenie 6,8/10. Na portalu Metacritic dostał on 66 punktów na 100 możliwych, w oparciu o 40 ocen.
Peter Debruge z Variety napisał w swojej recenzji, że „zdecydowanie jest to film Kirby, ta świetna aktorka teatralna (lepiej znana widzom ze swojej roli w The Crown) gra tutaj najbardziej imponującą kreację w swojej karierze filmowej – nie tylko przez wzgląd na jej niesamowite zaangażowanie w scenie porodu, ale też sposób w jaki radzi sobie z niepewnością swojej bohaterki przez całą resztę filmu”. David Rooney z The Hollywood Reporter stwierdził zaś, że „ci którzy są w stanie znieść niesamowicie emocjonalny początek i oglądanie dalekosiężnych skutków śmierci niemowlęcia zostaną nagrodzeni wzruszającymi chwilami”.

### Nagrody
| Nagroda                                   | Data             | Kategoria                                      | Nominowni                                       | Wynik       |
| ----------------------------------------- | ---------------- | ---------------------------------------------- | ----------------------------------------------- | ----------- |
| 77. MFF w Wenecji                         | 12 września 2020 | Konkurs główny                                 | Cząstki kobiety/Kornél Mundruczó                | Nominacja   |
| 77. MFF w Wenecji                         | 12 września 2020 | Puchar Volpiego dla najlepszej aktorki         | Vanessa Kirby                                   | Wygrana     |
| San Diego Film Critics Society Awards     | 11 stycznia 2021 | Breakthrough Artist                            | Vanessa Kirby                                   | Nominacja   |
| San Diego Film Critics Society Awards     | 11 stycznia 2021 | Najlepsza aktorka                              | Vanessa Kirby                                   | Nominacja   |
| San Diego Film Critics Society Awards     | 11 stycznia 2021 | Najlepsza aktorka drugoplanowa                 | Ellen Burstyn                                   | Nominacja   |
| St. Louis Film Critics Association        | 14 stycznia 2021 | Najlepsza aktorka                              | Vanessa Kirby                                   | Nominacja   |
| St. Louis Film Critics Association        | 14 stycznia 2021 | Najlepsza aktorka drugoplanowa                 | Ellen Burstyn                                   | Nominacja   |
| Koło Londyńskich Krytyków Filmowych       | 7 lutego 2021    | Najlepsza aktorka pierwszoplanowa              | Vanessa Kirby                                   | Nominacja   |
| Koło Londyńskich Krytyków Filmowych       | 7 lutego 2021    | Najlepsza aktorka drugoplanowa                 | Ellen Burstyn                                   | Nominacja   |
| Koło Londyńskich Krytyków Filmowych       | 7 lutego 2021    | Najlepsza brytyjska/irlandzka aktorka          | Vanessa Kirby (także za Świat, który nadejdzie) | Nominacja   |
| Nagroda Satelita                          | 15 lutego 2021   | Najlepsza aktorka w dramacie                   | Vanessa Kirby                                   | Oczekiwanie |
| Nagroda Satelita                          | 15 lutego 2021   | Najlepsza aktorka drugoplanowa                 | Ellen Burstyn                                   | Oczekiwanie |
| Złoty Glob                                | 28 lutego 2021   | Najlepsza aktorka w dramacie                   | Vanessa Kirby                                   | Oczekiwanie |
| Critics’ Choice Awards                    | 7 marca 2021     | Najlepsza aktorka                              | Vanessa Kirby                                   | Oczekiwanie |
| Critics’ Choice Awards                    | 7 marca 2021     | Najlepsza aktoka drugoplanowa                  | Ellen Burstyn                                   | Oczekiwanie |
| Santa Barbara International Film Festival | 31 marca 2021    | Virtuosos Awards                               | Vanessa Kirby                                   | Wygrana     |
| Nagroda Gildii Aktorów Ekranowych         | 4 kwietnia 2021  | Wybitny występ aktorki w roli pierwszoplanowej | Vanessa Kirby                                   | Oczekiwanie |